# Catocala powelli
Catocala powelli är en fjärilsart som beskrevs av Charles Oberthür. Catocala powelli ingår i släktet Catocala och familjen nattflyn. Inga underarter finns listade i Catalogue of Life.